# Glaucocharis novaehebridensis
Glaucocharis novaehebridensis là một loài bướm đêm trong họ Crambidae.